# کهکشان گوتنبرگ (انسان رسانه‌ای)
کهکشان گوتنبرگ: ساخت انسان رسانه‌ای (به انگلیسی: The Gutenberg Galaxy) در سال ۱۹۶۱ توسط مک‌لوهان نوشته شد و برای اولین بار در کانادا در سال ۱۹۶۲ توسط دانشگاه تورنتو به چاپ رسید. این کتاب مطالعه‌ای پیشگام در زمینه‌های فرهنگ شفاهی، فرهنگ چاپی، مطالعات فرهنگی و محیط‌شناسی رسانه است. این کتاب به تجزیه و تحلیل اثرگذاری‌های عمیق وسیله‌های ارتباط جمعی، رسانه‌های گروهی، به‌ویژه چاپاک‌ها (مطبوعات)، در ساختار فرهنگ اروپایی و آگاهی‌های بشری پرداخته‌است. مک لوهان دراین کتاب اصطلاح و ایدهٔ دهکدهٔ جهانی را بر سر زبان‌ها انداخت که اشاره به‌این ایده‌است که ارتباط جمعی توانایی آن را دارد که دانسته‌ها و یک طرز فکر را (به همان گونه که در میان همهٔ ساکنان یک روستا کم و بیش مشترک است) جهانی کند؛ و «کهکشان گوتنبرگ» نمایشگر انباشتهٔ آثار ثبت شده از هنر و دانش بشری به‌ویژه کتاب‌ها است.
مک‌لوهان پیدایش آنچه را که او «انسان گوتنبرگ» می‌خواند بررسی کرد، و این پدیده دستاورد یک دگرگونی برآمده از خودآگاهی ناشی از پیدایش کتاب و چاپ و رسانه است.
او در سراسر کتاب تلاش زیادی می‌کند تا نشان دهد که چگونه تکنولوژی ارتباطی (نوشتن به وسیله حروف الفبا، چاپ و رسانه‌های الکترونیک) بر سازماندهی شناختی اثر می‌گذارند و آن هم به نوبه خود انشعابات عمیقی در سازمان‌های اجتماعی دارد.
«اگر تکنولوژی جدید یکی یا چند تا از حس‌های ما را به جهان اجتماعی خارج از ما امتداد می‌دهد، در هر فرهنگ خاصی، نسبت‌های جدیدی میان هرکدام از حس‌های ما به وجود می‌آید. درست مثل زمانی که یک نت جدید به یک ملودی اضافه شود و وقتی نسبت حس‌ها دگرگون شود چیزی که قبلاً به نظر شفاف می‌آمد ناگهان کدر می‌شود، و چیزی که مبهم یا کدر بود نیمه شفاف می‌نماید»
تاریخ ضمنی او از دوران زندگی قبیله‌ای بشر پیش از اختراع خط شروع می‌شود و خواننده را به دوران الکترونیک می‌برد. بر اساس گفتهٔ مک لوهان، اختراع نوع قابل انتقال رسانه به صورت عمده باعث سرعت یافتن، تشدید شدن و در نهایت عملی شدن تغییرات فرهنگی و علمی شد که قبلاً در زمان اختراع و استفاده از الفبا: خط واجی، اتفاق افتاده بود (مک لوهان مراقب است تا بین الفبای واجی با سیستم‌های نوشتار نظیر لوگوگرافی مثل هیروگلیف یا مفهوم نگاری تمایز قائل شود)
فرهنگ چاپی، که اختراع ماشین چاپ در اواسط قرن پانزدهم گوتنبرگ آغاز آن بود، برای حس بینایی نسبت به حس شنوایی برتری فرهنگی آورد. مک لوهان از کتاب چاپ و ارتباطات تصویری با اجازه از ویلیام آیوینس (نویسنده کتاب) نظراتی را دربارهٔ ماهیت عبارت چاپی نقل می‌کند: "در این بخش کتاب ایوینس فقط به ثبت خطوط رنگی اجدادی یا عادتهای پی در پی نمی‌پردازد بلکه به یکسان‌سازی بصری تجربه‌های فرهنگ چاپی و سقوط فرهنگ شنوایی و فرستادن باقی احساسات پیچیده انسانی به پس زمینه اشاره دارد… تکنولوژی و اثرات اجتماعی فن چاپ، ما را مستعد این می‌کند که از فعل و انفعالات در زندگی داخلی و بیرونی خود با عنوان علیت " قراردادی" خودداری کنیم. چاپ بر پایه خاصیت جدایی ایستای کارهاست و ذهنیتی را که به تدریج در مقابل هر گونه جدایی و تقسیم و تخصصی شدن مقاومت می‌کند پرورش می‌دهد."
مفهوم اصلی بجث مک‌لوهان (که بعدها به خوبی آن را در عبارت" رسانه پیام است" خلاصه کرد) این است که تکنولوژی‌ها (مانند الفبا – ماشین چاپ و حتی بیان شفاهی به خودی خود) تأثیری گرانشی بر ادراک، اِعمال می‌کند، که به نوبه خود بر سازمان‌های اجتماعی نیز تأثیرگذار است. مثلاً تکنولوژی چاپ عادتهای ادراکی ما را تغییر داد (" یکسان‌سازی بصری تجربه ها") که به نوبه خود بر فعل و انفعالات اجتماعی تأثیرگذار بود. (ذهنیتی که به تدریج در مقابل هر گونه جدایی و تقسیم و تخصصی شدن مقاومت می‌کند) بر اساس گفته‌های مک‌لوهان؛ ظهور و ورود تکنولوژی چاپ بود که بیشتر تمایلات برجسته دوران مدرن جهان غرب را همراهی می‌کرد و ممکن ساخت. تمایلاتی مانند فردگرایی، دموکراسی، اصلاحات مذهبی، کاپیتالیسم و ملی‌گرایی. برای مک‌لوهان همۀ این تمایلات اصل تقسیم کار و عملکرد تکنولوژی چاپ و خاصیت بصری این تکنولوژی را منعکس می‌کند.
.